# Gonomyia (Leiponeura) maya
Gonomyia (Leiponeura) maya is een tweevleugelige uit de familie steltmuggen (Limoniidae). De soort komt voor in het Neotropisch gebied.